# Cechy biometryczne
Cechy biometryczne – cechy pozwalające scharakteryzować każde żywe stworzenie i różnicujące je od innych przedstawicieli jej gatunku. Nie wszystkie cechy osobnicze można nazwać biometrycznymi, np. kolor oczu, gdyż wielu ludzi posiada ten sam kolor i odcień.

## Biometryczne cechy fizyczne

### Tęczówka
Tęczówka oka uznawana obecnie za najdoskonalszy identyfikator człowieka. Zostaje ona ukształtowana już pod koniec 15 tygodnia życia płodowego i pozostaje dalej w niezmienionej postaci (pomijając uszkodzenia mechaniczne i poważne choroby). Jej dodatkową zaletą jest fakt, że jest chroniona przez inne narządy przed ewentualnymi uszkodzeniami. Potwierdzeniem posiadania przez nią wielu indywidualnych cech jest fakt, iż do tej pory nie znaleziono dwóch identycznych tęczówek – pozwala ona na rozróżnienie nawet bliźniąt jednojajowych. Systemy biometryczne dokonujące identyfikacji na podstawie tęczówki oka porównują badaną tęczówkę z zapamiętanym wcześniej wzorcem. Zdjęcie tęczówki wykonywane jest w wysokiej rozdzielczości i na jego podstawie określane są cechy charakterystyczne każdej tęczówki. Okulary i soczewki kontaktowe, a także przypadkowe mrugnięcia czy ruchy głowy nie przeszkadzają podczas przeprowadzania identyfikacji.

### Linie papilarne
Linie papilarne, znajdujące się na palcach (maleńkie bruzdy, których zupełnie przypadkowy układ jest wynikiem marszczenia się skóry w czasie rozwoju płodowego), mają zastosowanie w roli identyfikatora człowieka już od dawnych lat, jednak szersze zastosowanie znalazły dopiero w dobie informatyzacji. Jak do tej pory nie znaleziono dwóch identycznych wzorców linii papilarnych (nawet u bliźniaków jednojajowych), co uzasadnia wykorzystanie ich w roli identyfikatora. Największą wadą jest to, że linie papilarne nie mają osłony przed ewentualnym ich uszkodzeniem. Drobne rany zostają zregenerowane, ale poważniejsze mogą spowodować powstanie trwałych zmian we wzorze. Do odczytania służą czytniki linii papilarnych, do których przykłada się palec. System biometryczny porównuje sprawdzane linie z zapamiętanym wcześniej wzorcem. Weryfikacja następuje w samym czytniku lub na serwerze z bazą danych zapamiętanych wzorców.

### Geometria twarzy
Twarz każdego człowieka ma cechy charakterystyczne, które mogą być wykorzystane do identyfikacji. Elementem pobierającym próbki jest aparat fotograficzny lub kamera, a z uzyskanego w ten sposób obrazu tworzony jest wzór matematyczny opisujący geometrię badanej twarzy. Dąży się do tego, aby w procesie tworzenia wzorca wybrać cechy niezmienne (np. wielkość oczu) tak, aby móc go wykorzystywać w zmieniających się warunkach (np. zmiana uczesania). Przy wykorzystaniu tego typu metody identyfikacja użytkownika może być problematyczna przy niewłaściwym kącie nachylenia głowy lub zbyt słabym oświetleniu. Identycznie jak w przypadku linii papilarnych, wygląd twarzy można skopiować, wykorzystując techniki wykorzystywane przez charakteryzatorów.

### Geometria żył
Znacznie mniej zawodny sposób ochrony danych niż odcisk palca i skanowanie rysów twarzy. Układ żył to cecha indywidualna dla każdego człowieka, dlatego pozostaje on niezmienny i nie ma możliwości jego skopiowania. Przy tej biometrycznej metodzie identyfikacji przeprowadza się pomiar układu naczyń krwionośnych znajdujących się w nadgarstku dłoni.

### Rozkład temperatury na twarzy
Dopiero kilka lat temu odkryto, że u każdego z nas układ temperatur na twarzy jest niepowtarzalny. Można go dojrzeć dzięki specjalnej kamerze termowizyjnej wychwytującej zmiany temperatury w dalekiej podczerwieni. W przeciwieństwie do skanowania tęczówki nie jest to metoda inwazyjna. Można też identyfikować osobę w całkowitych ciemnościach. Są też jednak wady – temperatura twarzy zależy częściowo od temperatury na zewnątrz, trudniej też ocenić tożsamość osoby w okularach, bo odbijają promieniowanie. Jednak Amerykanie, którzy prowadzą badania w tym zakresie, identyfikują osoby już z dokładnością 99%.

### Geometria dłoni
Dłoń ludzka ma wiele indywidualnych cech. Podczas pomiaru umieszcza się ją w specjalnym czytniku, który wykonuje trójwymiarowe zdjęcie, rejestrując długość, szerokość, grubość czterech palców (bez kciuka) oraz wielkość obszarów pomiędzy kostkami. Łącznie dokonywanych jest ponad 90 pomiarów różnych cech charakterystycznych. Wynik tych pomiarów jest przechowywany w pamięci urządzenia w formie 9 bajtowego wzorca (co w teorii daje ponad 1024 możliwych kombinacji). Identyfikator ten jest praktycznie unikatowy dla każdego człowieka. Co więcej nowoczesne systemy biometryczne wykorzystujące geometrię dłoni uwzględniają także jej zmiany spowodowane upływem czasu (np. starzenie się).

### Inne cechy fizyczne
- DNA
- zapach
- kształt ust
- kształt uszu
- barwa głosu
- siatkówka oka (dno oka)
- kształt linii zgięcia wnętrza dłoni
- układ naczyń krwionośnych na dłoni lub przegubie ręki

## Biometryczne cechy behawioralne

### Głos
Weryfikacja głosu polega na nagraniu przez sprawdzaną osobę próbki jej głosu, wyszczególnieniu w niej cech charakterystycznych oraz porównaniu ich z wcześniej wprowadzonym wzorcem. Na opis charakterystycznych cech głosu składa się m.in. brzmienie oraz szybkość wymawiania wyrazów czy sposób stawiania akcentu. Identyfikacja z wykorzystaniem głosu jest najczęściej uzupełniana innymi metodami identyfikacji (np. badaniem geometrii twarzy).

### Sposób wykonywania odręcznego podpisu
Biometria podpisu odręcznego tym różni się od innych biometrii, że nie polega na mierzeniu określonych cech wrodzonych, a pewnego wyuczonego zachowania. Podczas badania podpisu wykorzystuje się nie tylko charakterystykę wizualną (dwuwymiarowy obraz), ale także sposób, w jaki podpis został złożony, tj. dynamikę ruchu pióra. Podpisy są pobierane przy pomocy tabletu graficznego. Każdy pobrany podpis jest reprezentowany przez sekwencje wektorów, z których każdy zawiera współrzędne końcówki pióra, nacisk oraz kąty: azymut i nachylenie. Liczba wymiaru wektora zależy od liczby cech, jakie można pobrać za pomocą konkretnego tabletu.

### Inne cechy behawioralne
- sposób chodzenia(inne języki)
- sposób pisania na klawiaturze
- sposób reakcji mózgu – fala P300 – na pewne znane informacje-bodźce (fala P300 jest reakcją mózgu powstającą w czasie 300 milisekund od bodźca; jest ona charakterystyczna dla każdego człowieka).